# نبيل جعفر
نبيل جعفر ممثل سوري.

## حياته المهنية
عضو في نقابة الفنانين منذ عام 1994 لديه العديد من الأعمال التلفزيونية والمسرحية وايضا عمل في دوبلاج أفلام الكرتون (فيكي - ماركو - زورو). 

## من أعماله

### المسلسلات
- شو حكينا (2001)
- أيام اللولو (ج1) (2000)

### الدوبلاج
- فيكي الفايكنج.
- أسطورة زورو (أنمي).
- ماروكو الصغيرة.

## روابط خارجية
- نبيل جعفر على موقع قاعدة بيانات الأفلام العربية